# 酚丁

酚丁与双醋酚丁合成

酚丁（英語： 或 oxyphenisatin）是一种有机化合物，化学式C20H15NO3，可用作接触性泻药，其衍生物双醋酚丁也作为泻药使用。